# Nestor Aleksandrovič Kotljarevskij
Nestor Aleksandrovič Kotljarevskij (in russo Нестор Александрович Котляревский?; Mosca, 2 febbraio 1863, 21 gennaio del calendario giuliano – Leningrado, 12 maggio 1925) è stato uno storico della letteratura e letterato russo.

## Biografia
Nestor Aleksandrovič Kotljarevskij nacque a Mosca nel 1863.
Kotljarevskij fu accademico dal 1909.
Appartenne alla scuola storico-culturale, diffusasi negli ultimi venticinque anni del XIX secolo nella critica russa, differenziandosi per un certo eclettismo.
La maggior parte dei suoi lavori si incentrarono sullo sviluppo degli ideali sociali ed alle relazioni tra pensiero politico e fantasia artistica, sostenendo che «la storia della letteratura è prima di tutto storia della creazione artistica» e che «è compito dello storico della letteratura ricostruire la storia della creazione dell'artista e la storia dello sviluppo dell'arte della parola in generale».
Basate su questi principi letterari si dimostrarono le opere fondamentali di Kotljarevskij, tra le quali La poesia dell'ira e della tristezza (Poezija gneva i pečali, 1890), Puškin come personalità storica (Puškin kak istoričeskaja ličnost', 1905), nell'alternanza di biografie critico-estetiche (Lermontov, Gogol', Ryleev), e di monografie riguardanti periodi significativi come quella sugli «indirizzi letterari all'epoca di Alessandro I» e sulla letteratura alla vigilia della liberazione dei servi della gleba, tra gli argomenti per i quali Kotljarevskij si distinse con disamine critiche molto apprezzate.
Tra le sue opere, le ampie monografie su M. Ju. Lermontov (1891), N. V. Gogol' (1903), N. A. Nekrasov (1910), e inoltre La tristezza universale alla fine del secolo passato e al principio del nostro (Mirovaja skorb' v konce prošlogo i v načale našego veka, 1898), tendente a spiegare le ragioni della diffusione del byronismo, e Alla vigilia della liberazione 1855-1861 (Kanun osvoboždenija 1855-1861, 1916).
Kotljarevskij si distinse anche per aver fondato e diretto la gloriosa Casa di Puškin (o Istituto di storia della letteratura russa) a San Pietroburgo.
Nestor Aleksandrovič Kotljarevskij morì a Leningrado nel 1925.

## Opere
- La poesia dell'ira e della tristezza (Poezija gneva i pečali, 1890);
- M. Ju. Lermontov (1891);
- La tristezza universale alla fine del secolo passato e al principio del nostro (Mirovaja skorb' v konce prošlogo i v načale našego veka, 1898);
- N. V. Gogol' (1903);
- Puškin come personalità storica (Puškin kak istoričeskaja ličnost', 1905);
- N. A. Nekrasov (1910);
- Alla vigilia della liberazione 1855-1861 (Kanun osvoboždenija 1855-1861, 1916).